# Polly Kügler-Leistner
Leopoldine Kügler-Leistner (* 30. November 1920 in Wien; † 26. Dezember 2000 ebenda) war eine österreichische Schauspielerin und Regisseurin.
Nach privatem Unterricht bei Burgschauspieler Fritz Blum und der Bühnenreifeprüfung vor der Paritätischen Prüfungskommission arbeitete sie als freiberufliche Schauspielerin beim ORF. Von 1946 bis 1955 war sie Produzentin, Dramaturgin, Regisseurin und Schauspielerin beim Sender Rot-Weiß-Rot. 1950 inszenierte sie als erste Frau an Stella Kadmons Wiener „Theater der Courage“.

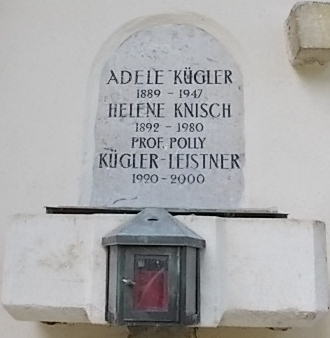
Grabstätte von Polly Kügler-Leistner

Nach einer Radioausbildung beim italienischen öffentlich-rechtlichen Sender RAI in Rom wurde Kügler von 1957 bis 1975 Produktionsleiterin für Film, Rundfunk und Fernsehen bei der „Lintas-Werksagentur“. Während ihrer Unterrichtstätigkeit von 1959 bis 1990 an der Schauspielschule Krauss gingen zahlreiche spätere Berühmtheiten durch ihre Hände. Nach ihrer Pensionierung 1975 stellte sie ihre Kenntnisse in Besetzungsfragen der „Austroconcert“ zur Verfügung.
Kügler-Leistner erhielt 1978 den Berufstitel Professorin als Pädagogin für Schauspiel, 1988 das Silberne Ehrenzeichen für Verdienste um die Republik Österreich und 1997 das Silberne Ehrenzeichen für Verdienste um das Land Wien.
Sie wurde an der Urnenwand der Feuerhalle Simmering (Abteilung ML, Gruppe 97, Nr. 3) in Wien beigesetzt.